# 双葉バイパス
双葉バイパス（ふたばバイパス）は、山梨県甲斐市から韮崎市に至る国道20号のバイパスである。

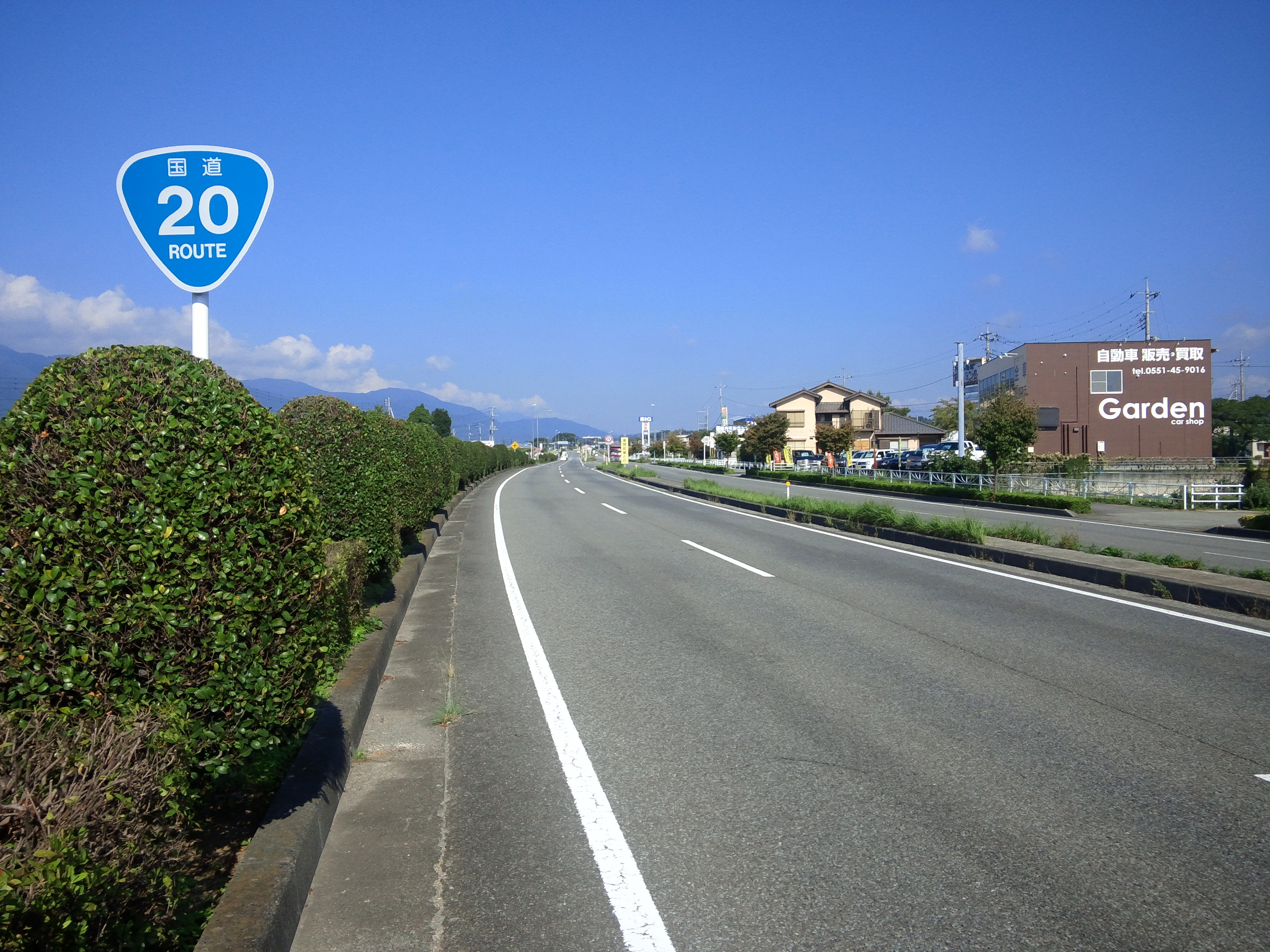
山梨県甲斐市志田付近

## 概要
旧双葉町の南側の田畑の中を通り抜けるバイパスである。甲府バイパスなどと比較すると沿道の商業施設は非常に少ないといえる状況であったが、2009年4月に国道52号との交点である双田道交差点の南西（韮崎方面側）にラザウォーク甲斐双葉が開店した。渋滞が予想されるため、ラザウォーク付近には駐車待ち車両用の左折レーンが設置された。
その後は隣接する竜王バイパスとともに竜王拡幅として拡幅工事が行なわれ、4車線で供用された。

## 路線
| 施設名                   | 接続路線名           | 距離 (km) | 備考             | 所在地 |
| ------------------------ | -------------------- | --------- | ---------------- | ------ |
| 国道20号（竜王バイパス） |                      |           |                  |        |
| 下今井交差点             | 県道6号線            | 0         | 塩崎駅方面       | 甲斐市 |
| 双田道交差点             | 国道52号（甲西道路） | 0.4       | 南アルプス市方面 | 甲斐市 |
| 新田畑交差点             | 県道6号線            | 1.6       |                  | 甲斐市 |
| 峡北消防本部西           |                      | 3.3       |                  | 韮崎市 |
| 国道20号（韮崎バイパス） |                      |           |                  |        |

## 歴史
かつての国道20号は現在の県道6号線であったが、この道路は幅員が狭く、旧双葉町市街地を通り抜けていたため、混雑緩和や交通安全確保を目的に建設された。当初は塩川大橋が未完成であったため、塩川大橋の手前の新田畑交差点で旧道に接続する形だった。新田畑交差点と旧道との接続路が韮崎側にカーブしているのも、接続をスムーズにさせるためであると思われる。当初より4車線化が想定されており、バイパス北側は更地として用地が確保され、双葉バイパスの事業用地であることを示す旨の看板が立てられていた。
- 1980年（昭和55年）：第I期区間（下今井－新田畑）暫定2車線供用開始
- 同年：第II期区間（新田畑－峡北消防本部西）工事着手
- 1984年（昭和59年）：第II期区間暫定2車線供用開始